# Sekiliyazı, Mutki
Sekiliyazı là một xã thuộc huyện Mutki, tỉnh Bitlis, Thổ Nhĩ Kỳ. Dân số thời điểm năm 2011 là 228 người.